# 화학 원소의 풍부함
화학 원소의 풍부함은 주어진 환경에서 다른 모든 원소에 대한 화학 원소의 발생을 측정한 것이다. 존재비는 세 가지 방법 중 하나로 측정된다: 질량백분율 (상업적 맥락에서는 종종 무게분율이라 불림), 몰분율 (수치적 원자 수의 분율, 또는 때로는 기체 내 분자 분율), 또는 부피분율로 측정된다. 부피분율은 행성 대기 같은 혼합 기체에서 일반적인 존재비 측정이며, 상대적으로 낮은 밀도와 압력의 기체 혼합물 및 이상기체 혼합물에 대해 분자 몰분율과 비슷한 값을 갖는다. 이 글의 대부분의 존재비 값은 질량분율로 제공된다.
우주에 있는 화학 원소의 존재비는 대폭발 핵합성 과정에서 생성된 막대한 양의 수소와 헬륨이 지배적이다. 나머지 원소들은 우주의 약 2%만을 차지하며, 주로 초신성 핵합성에 의해 생성되었다. 짝수 원자 번호를 가진 원소들은 일반적으로 주기율표에서 이웃한 원소들보다 흔한데, 이는 오도-하킨스 규칙으로 설명되는 유리한 형성 에너지 때문이다.
태양과 외행성에서의 원소 존재비는 우주에서의 존재비와 비슷하다. 태양열로 인해 지구와 태양계의 내부 암석형 행성들의 원소들은 휘발성 수소, 헬륨, 네온, 질소, 탄소(메테인으로 휘발됨)의 추가적인 고갈을 겪었다. 지구의 지각, 맨틀, 핵은 화학적 분리와 밀도에 의한 격리의 증거를 보여준다. 지각에는 더 가벼운 알루미늄 규산염이, 맨틀에는 더 많은 마그네슘 규산염이 발견되며, 금속 철과 니켈이 핵을 구성한다. 대기, 해양, 인체와 같은 특수 환경에서의 원소 존재비는 주로 원소가 존재하는 매질과의 화학적 상호작용의 결과이다.

## 존재비 값
각 원소의 존재비는 상대적인 수치로 표현된다. 천문학에서는 수소에 대한 원소 X의 존재비 {\displaystyle \epsilon _{X}}를 로그 눈금으로 사용하며, 이는 다음과 같이 정의된다:
{\displaystyle \epsilon _{X}\equiv \log(N_{X}/N_{H})+12.00}
여기서 {\displaystyle N}은 수밀도이며, 이 눈금에서 {\displaystyle \epsilon _{H}=12.00}이다. 다른 눈금은 질량분율 또는 동등하게 질량 백분율이다.
예를 들어, 순수한 물에서의 산소 존재비는 두 가지 방법으로 측정할 수 있다: 질량분율은 약 89%인데, 이는 물의 질량 중 산소가 차지하는 비율이다. 그러나 몰분율은 약 33%인데, 이는 물(H2O)에 있는 3개 원자 중 오직 1개만이 산소이기 때문이다. 또 다른 예로, 우주 전체와 목성과 같은 가스 행성의 대기에서의 수소와 헬륨의 질량분율 존재비를 살펴보면, 수소는 74%이고 헬륨은 23~25%이다. 반면, 이러한 환경에서 수소의 (원자) 몰분율은 92%이고 헬륨은 8%이다. 환경을 목성의 외대기로 바꾸면, 수소는 이원자 분자이고 헬륨은 그렇지 않으므로, 수소의 분자 몰분율(총 기체 분자의 분율)과 부피분율이 약 86%로, 헬륨은 13%로 변한다. 목성의 외대기 아래에서는 고온(이온화 및 불균등화 반응)과 고밀도로 인해 부피분율이 몰분율과 상당히 다른데, 이때 이상기체 법칙이 적용되지 않는다.

## 우주
| Z  | 원소     | 질량분율 (ppm) | 백분율 |
| -- | -------- | -------------- | ------ |
| 1  | 수소     | 739,000        | 73.97% |
| 2  | 헬륨     | 240,000        | 24.02% |
| 8  | 산소     | 10,400         | 1.04%  |
| 6  | 탄소     | 4,600          | 0.46%  |
| 10 | 네온     | 1,340          | 0.13%  |
| 26 | 철       | 1,090          | 0.11%  |
| 7  | 질소     | 960            | 0.1%   |
| 14 | 규소     | 650            | 0.07%  |
| 12 | 마그네슘 | 580            | 0.06%  |
| 16 | 황       | 440            | 0.04%  |
|    | 합계     | 999,060        |        |

우주에 있는 화학 원소의 존재비는 대폭발 핵합성 과정에서 생성된 막대한 양의 수소와 헬륨이 지배적이다. 나머지 원소들은 우주의 약 2%만을 차지하며, 주로 초신성과 특정 적색 거성에서 생성되었다. 리튬, 베릴륨, 붕소는 원자 번호가 낮음에도 불구하고 드문데, 이는 핵융합으로 생성되지만 별 내부의 다른 반응으로 파괴되기 때문이다. 이 원소들의 자연 발생은 우주선 파쇄에 의한 탄소, 질소, 산소의 핵분열 반응 때문이다. 탄소에서 철에 이르는 원소들은 초신성 핵합성에서 쉽게 만들어지기 때문에 우주에 상대적으로 더 풍부하다. 철(원소 26)보다 원자 번호가 높은 원소들은 생성 과정에서 별의 에너지를 점점 더 많이 흡수하기 때문에 우주에서 점진적으로 희귀해진다. 또한, 짝수 원자 번호를 가진 원소들은 일반적으로 주기율표에서 이웃한 원소들보다 흔한데, 이는 형성 에너지가 유리하기 때문이며(오도-하킨스 규칙 참조), 헬륨에서 황까지의 가장 가벼운 핵종들 중에는 양성자와 중성자 수가 같은 동위 원소가 가장 풍부하다.
수소는 우주에서 가장 풍부한 원소이며, 헬륨이 두 번째이다. 나머지 모든 원소들은 몇 자릿수 더 적게 존재한다. 이 다음부터는 존재비 순위가 원자 번호와 일치하지 않는다. 산소의 존재비 순위는 3위이지만 원자 번호는 8번이다.

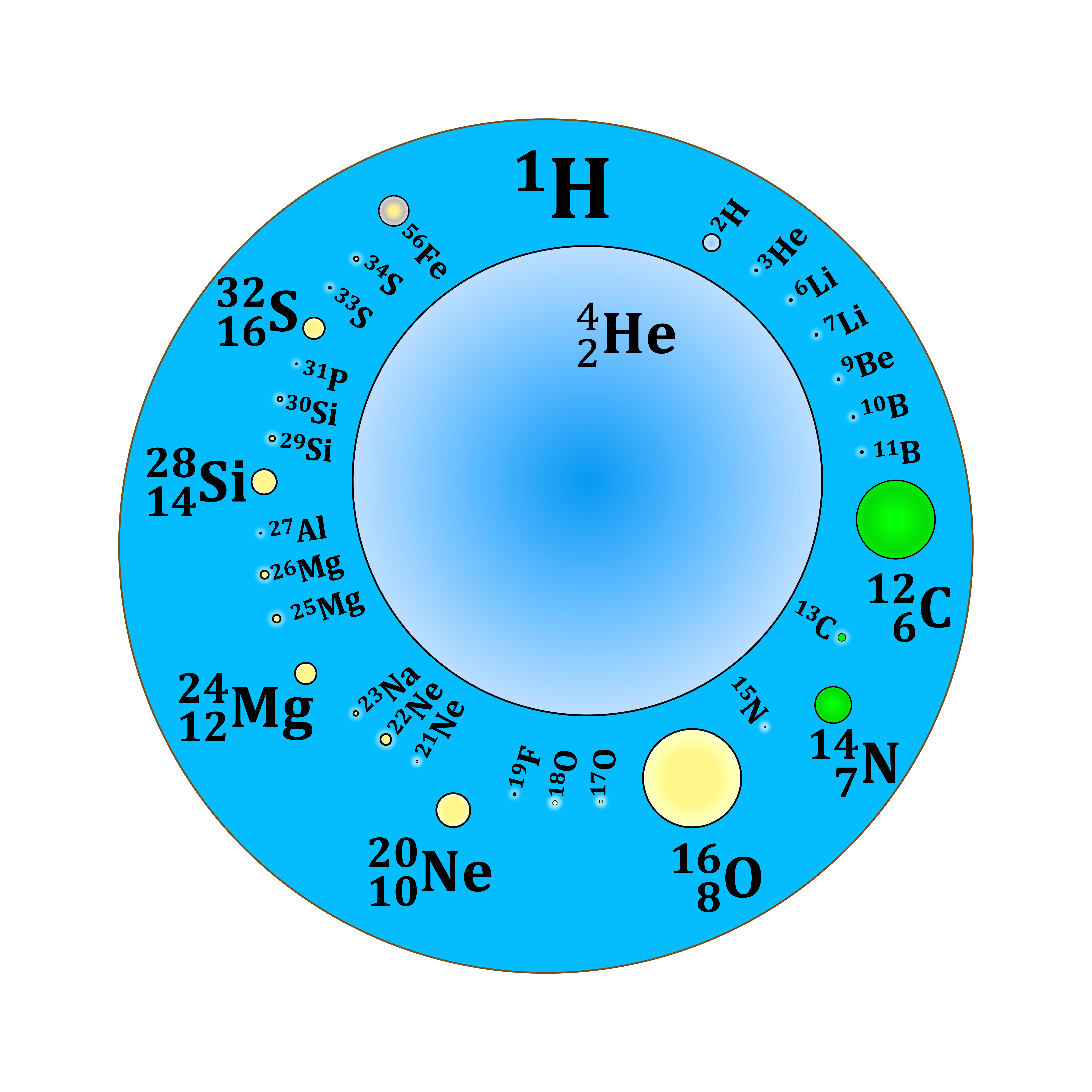
가장 풍부한 동위 원소 - 양성자와 중성자 수가 같은 동위 원소는 비정상적으로 풍부하다. 상대 존재비는 면적에 비례한다. ^{1}H (큰 파란색 원)는 우주의 일반 물질의 74%를 차지한다. 색상은 핵합성 과정을 나타낸다: 파란색: 대폭발; 녹색: 죽어가는 저질량 별; 노란색: 폭발하는 거대 별.

80개의 알려진 안정 원소가 있으며, 가장 가벼운 16개 원소는 우주 일반 물질의 99.9%를 구성한다. 수소에서 황까지 이 16개 원소는 핵종표(세그레 도표라고도 불림)의 초기 선형 부분에 해당하는데, 핵종표는 수백 개의 안정 동위 원소와 수천 개의 불안정 동위 원소를 포함하는 모든 일반 및 이색 물질의 양성자 대 중성자 수를 나타낸다. 세그레 도표가 초기 선형인 이유는 (수소를 제외하고) 일반 물질의 대부분(태양계에서는 99.4%)이 양성자와 중성자 수가 같기 때문이다(Z=N).
가장 가벼운 원소들의 존재비는 표준 우주론 모형에 의해 잘 예측되는데, 이는 이들이 대폭발 핵합성이라는 과정에서 대폭발 직후(즉, 몇 백 초 내에) 대부분 생성되었기 때문이다. 더 무거운 원소들은 주로 훨씬 나중에 항성 핵합성 과정에서 생성되었다.
수소와 헬륨은 우주에 있는 모든 바리온 물질의 각각 약 74%와 24%를 차지하는 것으로 추정된다. 우주의 매우 작은 부분만을 구성함에도 불구하고, 나머지 "중원소"들은 천문 현상에 큰 영향을 미칠 수 있다. 우리은하 원반의 약 2% (질량 기준)만이 중원소로 구성되어 있다.
이러한 다른 원소들은 별의 과정을 통해 생성된다. 천문학에서 "금속"은 수소나 헬륨 외의 모든 원소를 의미한다. 이러한 구분은 수소와 헬륨만이 대폭발에서 상당한 양으로 생성된 유일한 원소이기 때문에 중요하다. 따라서 은하 또는 다른 천체의 금속함량은 대폭발 이후의 별의 활동을 나타내는 지표이다.
일반적으로 철까지의 원소들은 초신성이 되는 과정의 큰 별이나 죽어가는 작은 별에 의해 만들어진다. 철-56은 특히 흔한데, 이는 가장 안정한 핵종(핵자당 핵 결합 에너지가 가장 높음)이며 알파 입자로부터 쉽게 "만들어질" 수 있기 때문이다(궁극적으로 14개의 헬륨 핵으로부터 만들어지는 방사성 니켈-56의 붕괴 산물). 철보다 무거운 원소들은 큰 별에서 에너지 흡수 과정으로 만들어지며, 우주(및 지구)에서의 존재비는 일반적으로 원자 번호가 증가함에 따라 감소한다.
이 표는 우리 은하에서 가장 흔한 10가지 원소를 질량 기준으로 백만 분의 1로 측정하여 보여준다(분광학적으로 추정됨).
비슷한 경로로 진화한 인근 은하들은 수소와 헬륨보다 무거운 원소들이 상응하게 풍부하다. 더 멀리 있는 은하들은 과거의 모습으로 관측되므로, 그 원소들의 존재비는 원시 혼합물에 더 가깝게 나타난다. 그러나 물리 법칙과 과정이 우주 전체에 걸쳐 균일한 것으로 보이기 때문에, 이 은하들도 마찬가지로 유사한 원소 존재비로 진화했을 것으로 예상된다.
주기율표에서 볼 수 있듯이, 원소의 존재비는 그 기원과 일치한다. 매우 풍부한 수소와 헬륨은 대폭발의 산물이다. 주기율표의 다음 세 가지 원소(리튬, 베릴륨, 붕소)는 원자 번호가 낮음에도 불구하고 희귀하다. 이들은 대폭발에서 형성될 시간이 거의 없었다. 이들은 죽어가는 별의 핵융합이나 우주선 파쇄에 의해 성간 먼지의 무거운 원소가 분해되면서 소량 생성된다. 초신성 별에서는 핵융합으로 생성되지만, 다른 반응에 의해 파괴된다.
탄소부터 시작하는 무거운 원소들은 죽어가는 별이나 초신성에서 알파 입자(헬륨 핵)가 축적되어 생성되었으며, 이는 짝수 원자 번호를 가진 원소들의 존재비를 교대로 더 크게 만드는 데 기여한다(이들은 또한 더 안정하다). 홀수 원자 번호의 화학 원소가 우주에서 일반적으로 더 희귀하다는 효과는 1914년에 경험적으로 관찰되었으며, 이는 오도-하킨스 규칙으로 알려져 있다.

다음 그래프(로그 스케일)는 태양계의 원소 존재비를 보여준다.
| 핵종        | A          | 질량분율 (백만분율) | 원자분율 (십억분율) |
| ----------- | ---------- | ------------------- | ------------------- |
| 수소-1      | 1          | 705,700             | 909,964             |
| 헬륨-4      | 4          | 275,200             | 88,714              |
| 산소-16     | 16         | 9,592               | 774                 |
| 탄소-12     | 12         | 3,032               | 326                 |
| 질소-14     | 14         | 1,105               | 102                 |
| 네온-20     | 20         | 1,548               | 100                 |
|             |            |                     |                     |
| 기타 핵종:  | 기타 핵종: | 3,616               | 172                 |
| 규소-28     | 28         | 653                 | 30                  |
| 마그네슘-24 | 24         | 513                 | 28                  |
| 철-56       | 56         | 1,169               | 27                  |
| 황-32       | 32         | 396                 | 16                  |
| 헬륨-3      | 3          | 35                  | 15                  |
| 수소-2      | 2          | 23                  | 15                  |
| 네온-22     | 22         | 208                 | 12                  |
| 마그네슘-26 | 26         | 79                  | 4                   |
| 탄소-13     | 13         | 37                  | 4                   |
| 마그네슘-25 | 25         | 69                  | 4                   |
| 알루미늄-27 | 27         | 58                  | 3                   |
| 아르곤-36   | 36         | 77                  | 3                   |
| 칼슘-40     | 40         | 60                  | 2                   |
| 나트륨-23   | 23         | 33                  | 2                   |
| 철-54       | 54         | 72                  | 2                   |
| 규소-29     | 29         | 34                  | 2                   |
| 니켈-58     | 58         | 49                  | 1                   |
| 규소-30     | 30         | 23                  | 1                   |
| 철-57       | 57         | 28                  | 1                   |

### 핵 결합 에너지와의 관계
우주에서의 추정 원소 존재비와 핵 결합 에너지 곡선(핵자당 결합 에너지라고도 불림) 사이에 느슨한 상관관계가 관찰되었다. 대략적으로 말해, 대폭발 핵합성(BBN)의 극도로 에너지가 넘치는 조건에 저항하는 다양한 핵종의 상대적 안정성이 대폭발에서 형성된 원소의 상대적 존재비, 그리고 그 이후의 우주 발달에 강한 영향을 미쳤다.
별 내부의 특정 핵융합 과정(예: 탄소 연소 등)이 수소와 헬륨보다 무거운 원소들을 어떻게 생성하는지에 대한 설명은 핵합성 문서를 참조하라.
또 다른 관찰된 특이점은 화학 원소의 추정 존재비에서 인접한 원자 번호의 상대적 풍부함과 희소함 사이의 들쭉날쭉한 교대 현상으로, 짝수 원자 번호의 상대적 존재비가 홀수 원자 번호의 상대적 존재비보다 대략 2자릿수 더 크다(오도-하킨스 규칙). 비슷한 짝수-홀수 원자 번호 교대는 탄소와 산소 근처의 핵 결합 에너지 곡선에서도 관찰될 수 있지만, 여기서는 상대적 존재비와 결합 에너지 간의 느슨한 상관관계가 끝난다. 예를 들어, 베릴륨(짝수 원자 번호)의 결합 에너지는 붕소(홀수 원자 번호)의 결합 에너지보다 작으며, 이는 핵 결합 에너지 곡선에 잘 나타나 있다. 또한, 짝수와 홀수 원자 번호 사이의 핵 결합 에너지 교대는 산소 위에서 철에서 최고점에 도달할 때까지 꾸준히 증가한다. 바이츠제커 공식 또는 베테-바이츠제커 질량 공식이라고도 불리는 반경험적 질량 공식(SEMF)은 핵 결합 에너지 곡선의 전체적인 모양에 대한 이론적 설명을 제공한다.

### 기원
풍부한 화학 원소의 기원은 약 138억 년 전 발생한 대폭발에 뿌리를 두고 있다. 우주가 존재했던 처음 몇 분 동안의 조건은 엄청나게 뜨겁고 밀도가 높았다.
우주가 식으면서 중력은 물질을 끌어당겨 최초의 항성을 형성하기 시작했다. 이 별들 내부에서는 핵융합 과정이 더 무거운 원소를 생성했다. 수십억 년에 걸쳐 별들은 진화하면서 다양한 핵융합 과정을 통해 철에 이르는 더 복잡한 원소를 생산했다.
태양계를 구성하는 원소의 존재비는 주로 초기 세대의 별과 초신성에서 일어난 과정의 조합을 통해 형성되었다. 약 46억 년 전 태양계가 형성될 때, 원소의 존재비는 태양계가 형성된 성간매질의 화학적 조성에 의해 결정되었다.
최근의 발견들은 무거운 원소의 풍부한 형성에 대한 이해를 넓혔다. 초신성 외에도, 무거운 원소를 생성하는 또 다른 핵심 과정은 중성자별의 충돌(킬로노바라고 알려짐)이며, 이는 금과 백금을 포함한 가장 무거운 원소 중 일부를 생성한다. 이러한 합병에서 발생하는 R-과정은 이러한 희귀하고 귀중한 원소의 생성에 책임이 있는 것으로 여겨진다.

## 태양
현대 천문학은 우주론적 모델의 일부로서 태양의 원소 존재비를 이해하는 데 의존한다. 존재비 값은 얻기 어렵다. 심지어 광구 또는 관측 존재비도 태양 대기 및 복사 결합 모델에 의존한다. 이러한 천문학적 존재비 값은 수소에 대한 비율의 로그 값으로 보고된다. 수소는 이 척도에서 12의 존재비를 가진다.
태양의 광구는 주로 수소와 헬륨으로 구성된다. 헬륨의 존재비는 태양활동주기의 단계에 따라 약 10.3에서 10.5 사이로 변한다. 탄소는 8.47, 네온은 8.29, 산소는 7.69, 그리고 철은 7.62로 추정된다.

## 지구

전체 지구의 원소 질량에 따른 상대 존재비 백만분율 큐브 (최저 1 ppm까지)

지구는 원시 태양 성운과 동일한 물질 구름에서 형성되었지만, 행성들은 태양계의 형성과 진화 과정에서 서로 다른 조성을 획득했다. 차례로, 지구의 역사는 행성의 각 부분이 원소의 농도를 다르게 갖도록 이끌었다.
지구의 질량은 약 5.97×1024 kg이다. 질량 기준으로, 지구는 주로 철(32.1%), 산소(30.1%), 규소(15.1%), 마그네슘(13.9%), 황(2.9%), 니켈(1.8%), 칼슘(1.5%), 알루미늄(1.4%)으로 구성되며, 나머지 1.2%는 미량의 다른 원소들로 이루어져 있다.
지구의 전체 원소 질량 구성은 태양계의 총체적 구성과 대략 유사하며, 주요 차이점은 지구가 많은 휘발성 원소인 수소, 헬륨, 네온, 질소를 비롯하여 휘발성 탄화수소로 손실된 탄소가 부족하다는 점이다.
나머지 원소 구성은 "암석형" 내행성에 대략적으로 전형적인데, 이들은 태양에 가까운 "눈선" "안쪽"에서 형성되었으며, 그곳에서 젊은 태양의 열과 항성풍이 휘발성 화합물을 우주로 날려버렸다.
지구는 산소를 질량의 두 번째로 큰 구성 요소(그리고 가장 큰 원자 분율)로 유지하는데, 이는 주로 산소의 높은 반응성 때문이다. 이로 인해 산소는 높은 녹는점과 낮은 증기압을 가진 규산염 광물과 결합했다.
| 원자 번호 | 이름          | 기호 | 질량분율 (ppm) | 원자분율 (ppb) |
| --------- | ------------- | ---- | -------------- | -------------- |
| 8         | 산소          | O    | 297,000        | 482,000,000    |
| 12        | 마그네슘      | Mg   | 154,000        | 164,000,000    |
| 14        | 규소          | Si   | 161,000        | 150,000,000    |
| 26        | 철            | Fe   | 319,000        | 148,000,000    |
| 13        | 알루미늄      | Al   | 15,900         | 15,300,000     |
| 20        | 칼슘          | Ca   | 17,100         | 11,100,000     |
| 28        | 니켈          | Ni   | 18,220         | 8,010,000      |
| 1         | 수소          | H    | 260            | 6,700,000      |
| 16        | 황            | S    | 6,350          | 5,150,000      |
| 24        | 크로뮴        | Cr   | 4,700          | 2,300,000      |
| 11        | 나트륨        | Na   | 1,800          | 2,000,000      |
| 6         | 탄소          | C    | 730            | 1,600,000      |
| 15        | 인            | P    | 1,210          | 1,020,000      |
| 25        | 망가니즈      | Mn   | 1,700          | 800,000        |
| 22        | 타이타늄      | Ti   | 810            | 440,000        |
| 27        | 코발트        | Co   | 880            | 390,000        |
| 19        | 칼륨          | K    | 160            | 110,000        |
| 17        | 염소          | Cl   | 76             | 56,000         |
| 23        | 바나듐        | V    | 105            | 53,600         |
| 7         | 질소          | N    | 25             | 46,000         |
| 29        | 구리          | Cu   | 60             | 25,000         |
| 30        | 아연          | Zn   | 40             | 16,000         |
| 9         | 플루오린      | F    | 10             | 14,000         |
| 21        | 스칸듐        | Sc   | 11             | 6,300          |
| 3         | 리튬          | Li   | 1.10           | 4,100          |
| 38        | 스트론튬      | Sr   | 13             | 3,900          |
| 32        | 저마늄        | Ge   | 7.00           | 2,500          |
| 40        | 지르코늄      | Zr   | 7.10           | 2,000          |
| 31        | 갈륨          | Ga   | 3.00           | 1,000          |
| 34        | 셀레늄        | Se   | 2.70           | 890            |
| 56        | 바륨          | Ba   | 4.50           | 850            |
| 39        | 이트륨        | Y    | 2.90           | 850            |
| 33        | 비소          | As   | 1.70           | 590            |
| 5         | 붕소          | B    | 0.20           | 480            |
| 42        | 몰리브데넘    | Mo   | 1.70           | 460            |
| 44        | 루테늄        | Ru   | 1.30           | 330            |
| 78        | 백금          | Pt   | 1.90           | 250            |
| 46        | 팔라듐        | Pd   | 1.00           | 240            |
| 58        | 세륨          | Ce   | 1.13           | 210            |
| 60        | 네오디뮴      | Nd   | 0.84           | 150            |
| 4         | 베릴륨        | Be   | 0.05           | 140            |
| 41        | 나이오븀      | Nb   | 0.44           | 120            |
| 76        | 오스뮴        | Os   | 0.90           | 120            |
| 77        | 이리듐        | Ir   | 0.90           | 120            |
| 37        | 루비듐        | Rb   | 0.40           | 120            |
| 35        | 브로민        | Br   | 0.30           | 97             |
| 57        | 란타넘        | La   | 0.44           | 82             |
| 66        | 다이_스프로슘 | Dy   | 0.46           | 74             |
| 64        | 가돌리늄      | Gd   | 0.37           | 61             |
| 52        | 텔루륨        | Te   | 0.30           | 61             |
| 45        | 로듐          | Rh   | 0.24           | 61             |
| 50        | 주석          | Sn   | 0.25           | 55             |
| 62        | 사마륨        | Sm   | 0.27           | 47             |
| 68        | 어븀          | Er   | 0.30           | 47             |
| 70        | 이터븀        | Yb   | 0.30           | 45             |
| 59        | 프라세오디뮴  | Pr   | 0.17           | 31             |
| 82        | 납            | Pb   | 0.23           | 29             |
| 72        | 하프늄        | Hf   | 0.19           | 28             |
| 74        | 텅스텐        | W    | 0.17           | 24             |
| 79        | 금            | Au   | 0.16           | 21             |
| 48        | 카드뮴        | Cd   | 0.08           | 18             |
| 63        | 유로퓸        | Eu   | 0.10           | 17             |
| 67        | 홀뮴          | Ho   | 0.10           | 16             |
| 47        | 은            | Ag   | 0.05           | 12             |
| 65        | 터븀          | Tb   | 0.07           | 11             |
| 51        | 안티모니      | Sb   | 0.05           | 11             |
| 75        | 레늄          | Re   | 0.08           | 10             |
| 53        | 아이오딘      | I    | 0.05           | 10             |
| 69        | 툴륨          | Tm   | 0.05           | 7              |
| 55        | 세슘          | Cs   | 0.04           | 7              |
| 71        | 루테튬        | Lu   | 0.05           | 7              |
| 90        | 토륨          | Th   | 0.06           | 6              |
| 73        | 탄탈럼        | Ta   | 0.03           | 4              |
| 80        | 수은          | Hg   | 0.02           | 3              |
| 92        | 우라늄        | U    | 0.02           | 2              |
| 49        | 인듐          | In   | 0.01           | 2              |
| 81        | 탈륨          | Tl   | 0.01           | 2              |
| 83        | 비스무트      | Bi   | 0.01           | 1              |

### 지각

원자 번호에 따른 지구 상부 대륙 지각의 원소 존재비 (원자분율). 지각에서 가장 희귀한 원소들(노란색으로 표시)은 여러 요인으로 인해 희귀하다. 이들 중 하나를 제외한 모든 원소는 골트슈미트 분류에서 가장 밀도가 높은 친철 원소로, 금속 철과 잘 섞여 지구 핵의 더 깊은 곳으로 이동하여 고갈된다. 운석에서는 이들의 존재비가 더 높다. 텔루륨 또한 휘발성 텔루륨화 수소 형성으로 인해 성운에서 선축적 분류를 통해 고갈되었다.

지구 지각에서 가장 풍부한 9가지 원소의 질량-존재비는 대략적으로 다음과 같다: 산소 46%, 규소 28%, 알루미늄 8.3%, 철 5.6%, 칼슘 4.2%, 나트륨 2.5%, 마그네슘 2.4%, 칼륨 2.0%, 타이타늄 0.61%이다. 다른 원소들은 0.15% 미만으로 존재한다. 전체 목록은 지구 지각 내 원소 존재비를 참조하라.
오른쪽 그래프는 측정 및 추정이 비교적 용이한 지구 상부 대륙 지각에서 화학 원소의 상대적 원자-존재비를 나타낸다.
그래프에 표시된 많은 원소들은 (부분적으로 겹치는) 범주로 분류된다:
1. 조암 원소 (녹색 칸의 주요 원소 및 연두색 칸의 미량 원소);
2. 희토류 원소 (란타넘족 원소 (La–Lu), Sc, Y; 파란색으로 표시);
3. 주요 산업 금속 (전 세계 생산량 >~3×107 kg/년; 빨간색으로 표시);
4. 귀금속 (보라색으로 표시);
5. 9가지 가장 희귀한 "금속" – 6가지 백금족 원소와 Au, Re, Te (준금속) – 노란색 칸에 표시. 이들은 철에 용해되어 지구 핵에 농축되기 때문에 지각에서는 희귀하다. 텔루륨은 우주 존재비에 비해 규산염 지구에서 가장 심하게 고갈된 단일 원소인데, 이는 핵에 밀집된 황화물로 농축된 것 외에도 휘발성 텔루륨화 수소로서 성운에서 선축적 분류를 통해 심하게 고갈되었기 때문이다.[18]

불안정한 원소인 테크네튬(원자 번호 43)과 프로메튬(원자 번호 61)이 있어야 할 두 개의 공백이 있다. 이 원소들은 안정 원소들에 둘러싸여 있지만, 가장 안정한 동위 원소들의 반감기가 상대적으로 짧다(각각 약 4백만 년 및 약 18년). 따라서 이 원소들은 매우 희귀하며, 어떤 원시적인 양이라도 이미 오래 전에 붕괴되었다. 이 두 원소는 이제 매우 무거운 방사성 원소(예: 우라늄, 토륨, 또는 우라늄 광석에 존재하는 미량의 플루토늄)의 자발 핵분열을 통해서만, 또는 특정 다른 원소와 우주선의 상호작용을 통해서만 자연적으로 생성된다. 테크네튬과 프로메튬 모두 별의 대기에서 분광학적으로 확인되었으며, 그곳에서는 지속적인 핵합성 과정을 통해 생성된다.
또한 비활성 기체 6종이 있어야 할 존재비 그래프에 공백이 있는데, 이는 이들이 지구 지각에서 화학적으로 결합되어 있지 않으므로 지각 존재비가 명확하게 정의되지 않기 때문이다.
자연적으로 발생하는 매우 희귀하고 방사능이 강한 8가지 원소(폴로늄, 아스타틴, 프랑슘, 라듐, 악티늄, 프로트악티늄, 넵투늄, 플루토늄)는 포함되지 않았다. 이는 지구 형성 시점에 존재했던 이러한 원소들이 수억 년 전에 붕괴되었으며, 현재 그 양은 무시할 만하며 오직 우라늄과 토륨의 방사성 붕괴를 통해서만 생성되기 때문이다.
산소와 규소는 지각에서 가장 흔한 원소이다. 지구와 일반적으로 암석형 행성에서 규소와 산소는 우주 존재비보다 훨씬 더 흔하다. 그 이유는 이들이 서로 결합하여 규산염 광물을 형성하기 때문이다. 수소, 탄소, 질소와 같은 다른 우주적으로 흔한 원소들은 암모니아 및 메테인과 같은 휘발성 화합물을 형성하며, 이들은 행성 형성 열 및 태양의 빛으로 인해 쉽게 끓어올라 우주로 날아간다.

#### 희토류 원소
"희토류 원소"라는 용어는 역사적인 오명이다. 이 용어의 지속은 진정한 희귀성보다는 익숙하지 않음을 반영한다. 더 풍부한 희토류 원소들은 크로뮴, 니켈, 구리, 아연, 몰리브데넘, 주석, 텅스텐, 납과 같은 흔한 산업 금속에 비해 지각에 유사하게 농축되어 있다. 가장 적은 양의 안정 희토류 원소 두 가지(툴륨과 루테튬)는 금보다 거의 200배 더 흔하다. 그러나 일반적인 비철금속 및 귀금속과는 달리, 희토류 원소들은 개발 가능한 광상에 농축되는 경향이 매우 적다. 결과적으로 전 세계 희토류 원소 공급의 대부분은 소수의 공급원에서 나온다. 또한, 희토류 금속은 모두 화학적으로 서로 매우 유사하여 순수한 원소로 분리하기가 상당히 어렵다.
지구 상부 대륙 지각에 있는 개별 희토류 원소 존재비의 차이는 두 가지 효과, 즉 핵 효과와 지구화학적 효과의 중첩을 나타낸다. 첫째, 짝수 원자 번호를 가진 희토류 원소(58Ce, 60Nd, ...)는 인접한 홀수 원자 번호를 가진 희토류 원소(57La, 59Pr, ...)보다 우주적 및 지구적 존재비가 더 크다. 둘째, 가벼운 희토류 원소는 (이온 반경이 더 크기 때문에) 더 비정합적이며, 따라서 무거운 희토류 원소보다 대륙 지각에 더 강하게 농축된다. 대부분의 희토류 광상에서 첫 네 가지 희토류 원소인 란타넘, 세륨, 프라세오디뮴, 네오디뮴은 광석에서 발견될 수 있는 총 희토류 금속 양의 80%에서 99%를 차지한다.

### 맨틀
지구 맨틀에서 가장 풍부한 7가지 원소의 질량-존재비는 대략적으로 다음과 같다: 산소 44.3%, 마그네슘 22.3%, 규소 21.3%, 철 6.32%, 칼슘 2.48%, 알루미늄 2.29%, 니켈 0.19%.

### 핵
질량 분리로 인해 지구의 핵은 주로 철(88.8%)로 구성되어 있으며, 소량의 니켈(5.8%), 황(4.5%)과 1% 미만의 미량 원소로 이루어져 있다고 여겨진다.

### 해양
해양에서 질량 비율 백분율로 가장 풍부한 원소는 산소 (85.84%), 수소 (10.82%), 염소 (1.94%), 나트륨 (1.08%), 마그네슘 (0.13%), 황 (0.09%), 칼슘 (0.04%), 칼륨 (0.04%), 브로민 (0.007%), 탄소 (0.003%), 붕소 (0.0004%)이다.

### 대기
대기에서 부피분율(대략 분자 몰분율에 해당)에 따른 원소 순서는 질소(78.1%), 산소(20.9%), 아르곤(0.96%) 순이며, 그 다음으로는 (불확실한 순서로) 탄소와 수소가 오는데, 이는 대기 중 이 두 원소의 대부분을 차지하는 수증기와 이산화탄소가 가변적인 성분이기 때문이다. 황, 인 및 기타 모든 원소는 훨씬 적은 비율로 존재한다.
존재비 곡선 그래프에 따르면, 대기의 중요한 구성 요소인 아르곤은 지각에는 전혀 나타나지 않는다. 이는 대기가 지각보다 훨씬 작은 질량을 가지므로, 지각에 남아있는 아르곤은 거기서 질량분율에 거의 기여하지 않는 반면, 동시에 대기 중 아르곤의 축적은 충분히 커서 중요해졌기 때문이다. 

### 도시 토양
도시 토양의 원소 존재비 전체 목록은 Abundances of the elements (data page)#Urban soils를 참조하라.

## 인체
| 원소     | 비율 (질량 기준) |
| -------- | ---------------- |
| 산소     | 65               |
| 탄소     | 18               |
| 수소     | 10               |
| 질소     | 3                |
| 칼슘     | 1.5              |
| 인       | 1.2              |
| 칼륨     | 0.2              |
| 황       | 0.2              |
| 염소     | 0.2              |
| 나트륨   | 0.1              |
| 마그네슘 | 0.05             |
| 철       | < 0.05           |
| 코발트   | < 0.05           |
| 구리     | < 0.05           |
| 아연     | < 0.05           |
| 아이오딘 | < 0.05           |
| 셀레늄   | < 0.01           |

성인 평균 인체의 원소 질량에 따른 상대 존재비 백만분율 큐브 (최저 1 ppm까지)

질량 기준으로, 인간 세포는 65~90%의 물(H2O)로 구성되어 있으며, 나머지 상당 부분은 탄소를 포함하는 유기 분자로 이루어져 있다. 따라서 산소는 인체 질량의 대부분을 차지하며, 그 다음으로 탄소가 온다. 인체 질량의 거의 99%는 여섯 가지 원소로 구성된다: 수소(H), 탄소(C), 질소(N), 산소(O), 칼슘(Ca), 인(P). 다음 0.75%는 다음 다섯 가지 원소로 구성된다: 칼륨(K), 황(S), 염소(Cl), 나트륨(Na), 마그네슘(Mg). 인간 생명에 반드시 필요한 것으로 확실히 알려진 원소는 17가지이며, 한 가지 추가 원소(플루오린)는 치아 에나멜 강도에 도움이 되는 것으로 생각된다. 몇몇 미량 원소는 포유류 건강에 어떤 역할을 할 수도 있다. 붕소와 규소는 식물에 특히 필요하지만 동물에서의 역할은 불확실하다. 알루미늄과 규소 원소는 지구 지각에 매우 흔하지만 인체에는 눈에 띄게 희귀하다.
아래는 영양 원소를 강조한 주기율표이다.
| H  |    |    |    |    |    |    |    |    |    |    |    |    |    |    |    |    |    | He |  |
| Li | Be |    |    |    |    |    |    |    |    |    |    |    | B  | C  | N  | O  | F  | Ne |  |
| Na | Mg |    |    |    |    |    |    |    |    |    |    |    | Al | Si | P  | S  | Cl | Ar |  |
| K  | Ca |    | Sc | Ti | V  | Cr | Mn | Fe | Co | Ni | Cu | Zn | Ga | Ge | As | Se | Br | Kr |  |
| Rb | Sr |    | Y  | Zr | Nb | Mo | Tc | Ru | Rh | Pd | Ag | Cd | In | Sn | Sb | Te | I  | Xe |  |
| Cs | Ba | *  | Lu | Hf | Ta | W  | Re | Os | Ir | Pt | Au | Hg | Tl | Pb | Bi | Po | At | Rn |  |
| Fr | Ra | ** | Lr | Rf | Db | Sg | Bh | Hs | Mt | Ds | Rg | Cn | Nh | Fl | Mc | Lv | Ts | Og |  |
|    |    |    |    |    |    |    |    |    |    |    |    |    |    |    |    |    |    |    |  |
|    |    | *  | La | Ce | Pr | Nd | Pm | Sm | Eu | Gd | Tb | Dy | Ho | Er | Tm | Yb |    |    |  |
|    |    | ** | Ac | Th | Pa | U  | Np | Pu | Am | Cm | Bk | Cf | Es | Fm | Md | No |    |    |  |

| 범례: 여섯 가지 기본 유기 원소 다량 원소 필수 미량 원소 포유류에서의 필수성 또는 기능에 대한 논의 중 포유류에서 생물학적 작용의 증거 없음, 일부 유기체에서는 필수 또는 유익 란타넘족의 경우, 필수 영양소의 정의(없어서는 안 되며 대체 불가능한 것)는 극도로 유사한 화학적 특성 때문에 완전히 적용하기 어렵다. 안정적인 초기 란타넘족 원소인 La–Nd는 다양한 란타넘족 사용 유기체의 성장을 자극하는 것으로 알려져 있으며, Sm–Gd는 일부 유기체에 대해 덜한 효과를 보인다. 란타넘족 계열의 후기 원소는 이러한 효과를 보이지 않는 것으로 보인다. |

## 같이 보기
- Abundances of the elements (data page)
- 지구 지각 내 원소 존재비
- 자연 존재비 – 동위 원소 존재비
- 골트슈미트 분류
- 원시 핵종
- 복사 부유
- List of data references for chemical elements

### 참조주
1. ↑  N. Grevesse; A. J. Sauva (2005). 〈Solar Abundances〉.   P. Murdin. 《Encyclopedia of Astronomy & Astrophysics》 (PDF). IOP Publishing. ISBN 0333750888. 2024년 11월 18일에 확인함 – astro.uni-tuebingen.de 경유.
2. ↑  “IUPAC - mass fraction (M03722)”. 《goldbook.iupac.org》. 국제 순수·응용 화학 연합 (IUPAC). 2024년 5월 29일에 확인함.
3. 1 2  Croswell, Ken (February 1996). 《Alchemy of the Heavens》. Anchor. ISBN 0-385-47214-5. 2011년 5월 13일에 원본 문서에서 보존된 문서.
4. 1 2  Vangioni-Flam, Elisabeth; Cassé, Michel (2012).  Spite, Monique, 편집. 《Galaxy Evolution: Connecting the Distant Universe with the Local Fossil Record》. Springer Science & Business Media. 77–86쪽. ISBN 978-9401142137.
5. ↑  Trimble, Virginia (1996). 〈The Origin and Evolution of the Chemical Elements〉.   Malkan, Matthew A.; Zuckerman, Ben. 《The origin and evolution of the universe》. Sudbury, Mass.: Jones and Bartlett Publishers. 101쪽. ISBN 0-7637-0030-4.
6. 1 2 3  Arnett, David (1996). 《Supernovae and Nucleosynthesis》 Fir판. Princeton, New Jersey: Princeton University Press. 11쪽. ISBN 0-691-01147-8. OCLC 33162440.
7. ↑  Suess, Hans; Urey, Harold (1956). 《Abundances of the Elements》. 《Reviews of Modern Physics》 28. 53쪽. Bibcode:1956RvMP...28...53S. doi:10.1103/RevModPhys.28.53.
8. ↑  Cameron, A. G. W. (1973). 《Abundances of the elements in the solar system》. 《Space Science Reviews》 15. 121쪽. Bibcode:1973SSRv...15..121C. doi:10.1007/BF00172440. S2CID 120201972.
9. ↑  Anders, E.; Ebihara, M. (1982). 《Solar-system abundances of the elements》. 《Geochimica et Cosmochimica Acta》 46. 2363쪽. Bibcode:1982GeCoA..46.2363A. doi:10.1016/0016-7037(82)90208-3.
10. ↑  Bell, Jerry A.; GenChem Editorial/Writing Team (2005). 〈Chapter 3: Origin of Atoms〉. 《Chemistry: a project of the American Chemical Society》. New York [u.a.]: Freeman. 191–193쪽. ISBN 978-0-7167-3126-9. Correlations between abundance and nuclear binding energy [Subsection title]
11. ↑  Bailey, David. “Semi-empirical Nuclear Mass Formula”. 《PHY357: Strings & Binding Energy》. 토론토 대학교. 2011년 7월 24일에 원본 문서에서 보존된 문서. 2011년 3월 31일에 확인함.
12. ↑  Asplund, M.; Amarsi, A. M.; Grevesse, N. (2021년 9월 1일). 《The chemical make-up of the Sun: A 2020 vision》. 《Astronomy & Astrophysics》 (영어) 653. A141쪽. arXiv:2105.01661. doi:10.1051/0004-6361/202140445. ISSN 0004-6361.
13. ↑  Alterman, Benjamin L.; Kasper, Justin C.; Leamon, Robert J.; McIntosh, Scott W. (April 2021). 《Solar wind helium abundance heralds solar cycle onset》. 《Solar Physics》 296. 67쪽. arXiv:2006.04669. Bibcode:2021SoPh..296...67A. doi:10.1007/s11207-021-01801-9. S2CID 233738140.
14. ↑  Pietrow, A. G. M.; Hoppe, R.; Bergemann, M.; Calvo, F. (2023). 《Solar oxygen abundance using SST/CRISP center-to-limb observations of the O I 7772 Å line》. 《Astronomy & Astrophysics》 672. L6쪽. arXiv:2304.01048. Bibcode:2023A&A...672L...6P. doi:10.1051/0004-6361/202346387. S2CID 257912497.
15. ↑  “Abundance Ratios and Galactic Chemical Evolution - Andrew McWilliam”. 《ned.ipac.caltech.edu》. 2024년 5월 24일에 확인함.
16. ↑  Morgan, J. W.; Anders, E. (1980). 《Chemical composition of Earth, Venus, and Mercury》. 《Proceedings of the National Academy of Sciences》 77. 6973–6977쪽. Bibcode:1980PNAS...77.6973M. doi:10.1073/pnas.77.12.6973. PMC 350422. PMID 16592930.
17. 1 2  William F McDonough The composition of the Earth. quake.mit.edu, archived by the Internet Archive Wayback Machine.
18. 1 2 3  Anderson, Don L.; ‘Chemical Composition of the Mantle’ in Theory of the Earth, pp. 147–175 ISBN 0865421234
19. ↑  Wang, Haiyang S.; Lineweaver, Charles H.; Ireland, Trevor R. (2018년 1월 1일). 《The elemental abundances (with uncertainties) of the most Earth-like planet》. 《Icarus》 (영어) 299. 460–474쪽. arXiv:1708.08718. doi:10.1016/j.icarus.2017.08.024. hdl:1885/139094. ISSN 0019-1035. S2CID 119434532.
20. ↑  Zimmer, Carl (2013년 10월 3일). “Earth's Oxygen: A Mystery Easy to Take for Granted”. 《뉴욕 타임스》. 2013년 10월 3일에 원본 문서에서 보존된 문서. 2013년 10월 3일에 확인함.
21. ↑  Table data from Chang, Raymond (2007). 《Chemistry》 Nin판. McGraw-Hill. 52쪽. ISBN 978-0-07-110595-8.
22. ↑  Nielsen, Forrest H. (1999). 〈Ultratrace minerals〉.   Maurice E. Shils; James A. Olsen; Moshe Shine; A. Catharine Ross. 《Modern nutrition in health and disease》. Baltimore: Lippincott Williams & Wilkins. 283–303쪽. hdl:10113/46493. ISBN 978-0683307696.
23. ↑  Nielsen, Forrest H. (1999). 〈Ultratrace minerals〉.   Maurice E. Shils; James A. Olsen; Moshe Shine; A. Catharine Ross. 《Modern nutrition in health and disease》. Baltimore: Lippincott Williams & Wilkins. 283–303쪽. hdl:10113/46493. ISBN 978-0683307696.
24. ↑  Zoroddu, Maria Antonietta; Aaseth, Jan; Crisponi, Guido; Medici, Serenella; Peana, Massimiliano; Nurchi, Valeria Marina (2019). 《The essential metals for humans: a brief overview》. 《Journal of Inorganic Biochemistry》 195. 120–129쪽. doi:10.1016/j.jinorgbio.2019.03.013. PMID 30939379.
25. ↑  Remick, Kaleigh; Helmann, John D. (2023년 1월 30일). 《The Elements of Life: A Biocentric Tour of the Periodic Table》. 《Advances in Microbial Physiology》 82. 1–127쪽. doi:10.1016/bs.ampbs.2022.11.001. ISBN 978-0-443-19334-7. PMC 10727122 |pmc= 값 확인 필요 (도움말). PMID 36948652.
26. ↑  Daumann, Lena J. (2019년 4월 25일). 《Essential and Ubiquitous: The Emergence of Lanthanide Metallobiochemistry》. 《Angewandte Chemie International Edition》. doi:10.1002/anie.201904090. 2019년 6월 15일에 확인함.

### Notations
- “Rare Earth Elements—Critical Resources for High Technology | USGS Fact Sheet 087-02”. 《geopubs.wr.usgs.gov》.
- “Imagine the Universe! Dictionary”. 2003년 12월 3일. 2003년 12월 3일에 원본 문서에서 보존된 문서.